# 1861
| 1861                                                  |
| ----------------------------------------------------- |
| Dødsfald - Fødsler                                    |
| • Begivenheder • Litteratur • Musik • Politik • Sport |

| Gregoriansk kalender | 1861 MDCCCLXI           |
| Ab urbe condita      | 2614                    |
| Armensk kalender     | 1310 ԹՎ ՌՅԺ             |
| Kinesiske kalender   | 4557 – 4558 庚申 – 辛酉 |
| Etiopisk kalender    | 1853 – 1854             |
| Jødisk kalender      | 5621 – 5622             |
| Hindukalendere       |                         |
| - Vikram Samvat      | 1916 – 1917             |
| - Shaka Samvat       | 1783 – 1784             |
| - Kali Yuga          | 4962 – 4963             |
| Iransk kalender      | 1239 – 1240             |
| Islamisk kalender    | 1278 – 1279             |

Konge i Danmark: Frederik 7. 1848-1863
Se også 1861 (tal)

## Begivenheder

### Januar
- 9. januar - Mississippi bliver den anden stat der udtræder af de forende stater før den amerikanske borgerkrig
- 11.januar - Alabama udtræder af de forende stater
- 29. januar – Kansas bliver optaget som USA's 34. stat

### Februar
- 10. februar – De Danske Skytteforeninger stiftes i København

### Marts
- 4. marts – Abraham Lincoln tiltræder som USA's 16. præsident
- 17 marts – Kongeriget Italien proklameres af Victor Emanuel 2.

### April
- 12. april – den amerikanske borgerkrig starter med sydstaternes bombardement og indtagelse af Fort Sumter
- 17. april - staten Virginia stemmer for at udtræde af Amerikas Forenede Stater og bliver senere den 8. stat, der tilslutter sig Amerikas Konfødererede Stater

### Juni
- 18. juni - Danmarks ældste dampskib, Hjejlen, som i dag opererer på Silkeborgsøerne, søsættes
- 24. juni - dampskibet Hjejlen, der sejler på Silkeborgsøerne, sættes i drift. Det er verdens ældste dampskib, der stadig er i drift

### September
- 13. september – Kirkelig Forening for den Indre Mission i Danmark stiftes i Stenlille

### Oktober
- 6. oktober - demonstrerende studenter lukker universitetet i St. Petersborg

### November
- 6. november - Jefferson Davis vælges til præsident for Sydstaterne

### December
- 21. december – Ane Cathrine Andersdatter henrettes ved halshugning på Rødovre Mark (ved den nuværende Annexgårdsvej) for mord på sine tre børn født uden for ægteskab. Hun var den sidste kvinde der blev henrettet i Danmark

### Udateret
Italien samles i et kongerige, under Sardiniens konge Victor Emanuel 2.

## Født
- 1. januar – Marcellin Boule, fransk geolog og antropolog (død 1942).
- 20. januar – Peter Nansen, dansk journalist, forfatter og litterær direktør på forlaget Gyldendal (død 1918).
- 27. februar – Rudolf Steiner, østrigsk åndsvidenskabsmand (død 1925).
- 17. maj – Ulrik Plesner, dansk arkitekt (død 1933)
- 16. august – Ludvig Brandstrup, dansk billedhugger (død 1935)
- 10. september – Niels Hansen Jacobsen, dansk billedhugger og keramiker (død 26. november 1941)
- 10. oktober – Fridtjof Nansen, norsk opdagelsesrejsende, zoolog og statsmand. (død 1930)
- 12. oktober – Kirstine Bjerrum Meyer, underviser og fysiker.

## Dødsfald
- 2. april – Peter Georg Bang, dansk politiker, statsminister og jurist (født 1797).
- 14. december – Prins Albert, dronning Victorias elskede ægtefælle (født 1819).